# Olintla
Olintla är en ort i Mexiko.   Den ligger i kommunen Olintla och delstaten Puebla, i den sydöstra delen av landet, 170 km öster om huvudstaden Mexico City. Olintla ligger 734 meter över havet och antalet invånare är 12 609.
Terrängen runt Olintla är kuperad, och sluttar norrut. Runt Olintla är det ganska tätbefolkat, med 104 invånare per kvadratkilometer. Olintla är det största samhället i trakten. Omgivningarna runt Olintla är en mosaik av jordbruksmark och naturlig växtlighet.